# Шикачик чорноплечий
Шика́чик чорноплечий (Edolisoma incertum) — вид горобцеподібних птахів родини личинкоїдових (Campephagidae). Мешкає на Новій Гвінеї та на кількох сусідніх островах.

## Поширення і екологія
Чорноплечі шикачики мешкають на Новій Гвінеї, на островах Західного Папуа та на острові Япен. Вони живуть в рівнинних і гірських вологих тропічних лісах, зокрема в гірських тропічних лісах Центрального хребта.